# Терриччола
Терриччола (італ. Terricciola) — муніципалітет в Італії, у регіоні Тоскана, провінція Піза.
Терриччола розташована на відстані близько 240 км на північний захід від Рима, 55 км на південний захід від Флоренції, 31 км на південний схід від Пізи.
Населення — 4628 осіб (2014).

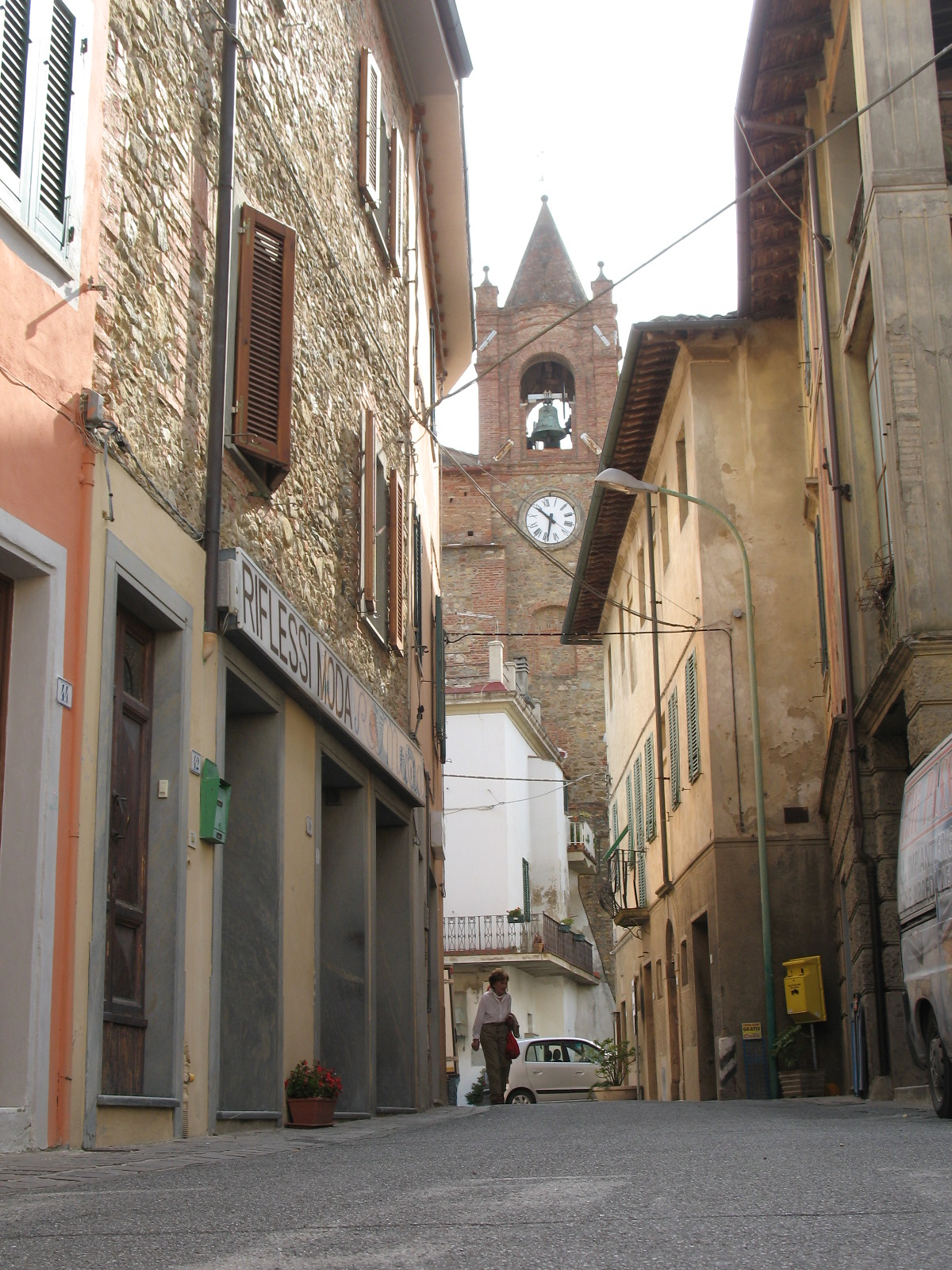

Щорічний фестиваль відбувається 7 серпня. Покровитель — San Donato.

## Демографія
Населення за роками:

Станом на 1 січня 2023 року в муніципалітеті офіційно проживало 225 іноземців з 44 країн, серед них 88 громадян країн Євросоюзу та 4 громадяни України.

## Сусідні муніципалітети
- Капаннолі
- Кашіана-Терме-Ларі
- К'янні
- Лаятіко
- Печчолі